# Besòs (metrostation)
Besòs (Catalaans : /bɘ'zos/) is een metrostation van de metro van Barcelona en wordt aangedaan door lijn 4 (gele lijn). De naam dankt het station aan de buurt Besòs (vernoemd naar de rivier Besòs) in het district Sant Martí. Het station ligt onder de kruising van Gran Via de les Corts Catalanes, Carretera de Mataró en Rambla de Prim en is geopend in 1982. In 2006 werd dit station verbonden met het ondergrondse Trambesòs lijn T5 tramstation.